# Yolanthe Sneijder-Cabau

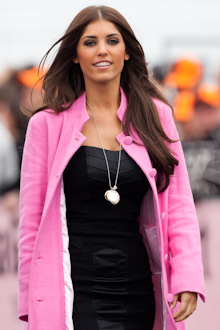
Yolanthe al Giro d'Italia il 9 maggio 2010

Yolanthe Cabau van Kasbergen (Ibiza, 19 marzo 1985) è una conduttrice televisiva, attrice e modella olandese.

## Biografia
Il padre, Xavier Cabau, è spagnolo mentre la madre, Richarda van Kasbergen è olandese. Il cognome di Yolanthe, come previsto dalla legge spagnola, è la combinazione del cognome dei genitori. Nota anche con i nomi alternativi Yolanthe Cabau-van Kasbergen, Yolantha Cabau van Kasbergen, Yolanthe van Kasbergen, lavora per la BNN, uno dei più controversi network pubblici dei Paesi Bassi. Nel 2006 e nel 2007 è stata votata come donna più sexy dell'anno secondo una ricerca stilata dall'emittente olandese FHM.
Il 17 luglio 2010 si è sposata in Toscana, a Castelnuovo Berardenga (piccolo borgo in provincia di Siena), con il calciatore e connazionale Wesley Sneijder. Di conseguenza prende anche il suo cognome come stabilisce la legge olandese e secondo la sposa stessa Sneijder avrebbe dovuto cambiare anche lui il cognome diventando Wesley Sneijder-Cabau, cosa che poi lui ha rifiutato categoricamente.
Al matrimonio erano presenti i calciatori Iván Córdoba, Sulley Muntari, Cristian Chivu, Rafael van der Vaart, gli ex giocatori Patrick Kluivert e Pierre van Hooijdonk, l'allenatore José Mourinho, il presidente Massimo Moratti.
Nel 2010 è stata madrina del 93º Giro d'Italia e durante l'Eurovision Song Contest ha dato conti dei voti assegnati dai Paesi Bassi.

## Filmografia (parziale)
- Pain & Gain - Muscoli e denaro (Pain & Gain), regia di Michael Bay (2013)
- Just Say Yes, regia di Appie Boudellah (2021)
- F*ck Love Too, regia di Appie Boudellah e Aram van de Rest (2022)